# Caligo iris
Caligo iris är en fjärilsart som beskrevs av Kirby 1884. Caligo iris ingår i släktet Caligo och familjen praktfjärilar. Inga underarter finns listade i Catalogue of Life.